# سيباستيان يورغنسن
سيباستيان يورغنسن (بالدنماركية: Sebastian Jørgensen)‏ هو لاعب كرة قدم دنماركي في مركز الوسط، ولد في 8 يونيو 2000 في الدنمارك في مملكة الدنمارك.